# Катай Дон Сасоріт
Катай Дон Сасоріт (лаос. ກະຕ່າຍ ໂດນສະໂສລິດ; 12 липня 1904 — 29 грудня 1959) — лаоський державний і політичний діяч, восьмий прем'єр-міністр Лаосу.

## Кар'єра
Трудову діяльність починав на державній службі. Під час Другої світової війни та після її завершення брав активну участь у боротьбі проти японців і французів.
У тимчасовому уряді на чолі з Пхая Каммао Сасоріт обіймав посаду міністра фінансів. 1946 року був вимушений виїхати з країни до Таїланду, де долучився до роботи лаоського уряду у вигнанні.
Повернувся до В'єнтьяна 1949 року. Від 1951 до 1954 року обіймав посаду міністра фінансів у кабінеті Суванни Пхуми, після чого сформував власний уряд. За свого врядування зумів домогтись значної допомоги з боку США, маніпулюючи потенційним вторгненням в'єтнамців до Лаосу.
1956 року вийшов у відставку, але продовжував активну політичну діяльність практично до самої своєї смерті 1959 року.